# Громівська сільська рада (Новотроїцький район)
Гро́мівська сільська́ ра́да — адміністративно-територіальна одиниця та орган місцевого самоврядування в Новотроїцькому районі Херсонської області. Адміністративний центр — село Громівка.

## Загальні відомості
Громівська сільська рада утворена в 1944 році.
- Територія ради: 107,948 км²
- Населення ради: 2 743 особи (станом на 2001 рік)

## Населені пункти
Сільській раді були підпорядковані населені пункти:
- с. Громівка

## Склад ради
Рада складалася з 20 депутатів та голови.
- Голова ради: Ляшко Сергій Іванович
- Секретар ради: Бондарчук Галина Анастасіївна

### Керівний склад попередніх скликань
| Прізвище, ім'я, по батькові      | Основні відомості                                                         | Дата обрання | Дата звільнення |
| -------------------------------- | ------------------------------------------------------------------------- | ------------ | --------------- |
| Старушка Володимир Олександрович | Сільський голова, 1962 року народження, безпартійний                      | 26.03.2006   | 31.10.2010      |
| Ляшко Сергій Іванович            | Сільський голова, 1971 року народження, освіта вища, член Партії регіонів | 31.10.2010   |                 |

Примітка: таблиця складена за даними сайту Верховної Ради України

### Депутати
За результатами місцевих виборів 2010 року депутатами ради стали:

#### За суб'єктами висування
| Суб'єкт висування                                       | Кількість обраних депутатів | %  |
| ------------------------------------------------------- | --------------------------- | -- |
| Партія регіонів                                         | 16                          | 80 |
| Комуністична партія України                             | 2                           | 10 |
| Політична партія Всеукраїнське об'єднання «Батьківщина» | 1                           | 5  |
| Самовисування                                           | 1                           | 5  |

#### За округами
| № округу                                                | Прізвище, ім'я, по батькові    | Дата визнання обраним | Освіта  | Партійна приналежність                        | Відомості про обраного депутата                                           |
| ------------------------------------------------------- | ------------------------------ | --------------------- | ------- | --------------------------------------------- | ------------------------------------------------------------------------- |
| Комуністична партія України                             |                                |                       |         |                                               |                                                                           |
| 3                                                       | Долгаєва Ольга Іванівна        | 04.11.2010            | вища    | позапартійна                                  | Громівська сільська бібліотека, завідувач                                 |
| 16                                                      | Боскова Алла Анатоліївна       | 04.11.2010            | вища    | член Комуністичної партії України             | тимчасово не працює                                                       |
| Партія регіонів                                         |                                |                       |         |                                               |                                                                           |
| 1                                                       | Дорошенко Юрій Ілліч           | 04.11.2010            | вища    | член Партії регіонів                          | сільськогосподарський кооператив імені Леніна, електрик                   |
| 2                                                       | Кирилюк Леонід Петрович        | 04.11.2010            | середня | позапартійний                                 | тимчасово не працює                                                       |
| 4                                                       | Оверчук Оксана Пилипівна       | 04.11.2010            | середня | член Партії регіонів                          | Громівська загальноосвітня школа, комірник                                |
| 5                                                       | Коростинський Сергій Іванович  | 04.11.2010            | середня | член Партії регіонів                          | Фермерське господарство, голова                                           |
| 6                                                       | Дикаленко Олена Анатоліївна    | 31.10.2010            | вища    | позапартійна                                  | Громівська загальноосвітня школа, вчитель                                 |
| 7                                                       | Балацька Тетяна Олександрівна  | 04.11.2010            | вища    | член Партії регіонів                          | тимчасово не працює                                                       |
| 8                                                       | Дубовик Лариса Степанівна      | 04.11.2010            | вища    | член Партії регіонів                          | Громівська сільська рада, інспектор військового обліку                    |
| 9                                                       | Сушко Сергій Миколайович       | 04.11.2010            | вища    | член Партії регіонів                          | Громівська загальноосвітня школа, вчитель                                 |
| 10                                                      | Ганенко Тамара Карпівна        | 04.11.2010            | вища    | член Партії регіонів                          | Управління захисту рослин, керівник                                       |
| 11                                                      | Нікітіна Світлана Василівна    | 04.11.2010            | вища    | член Партії регіонів                          | Громівська лікарська амбулаторія, головний лікар                          |
| 12                                                      | Бондарчук Галина Анастасіївна  | 04.11.2010            | вища    | член Партії регіонів                          | Громівська сільська рада, секретар                                        |
| 13                                                      | Бурдун Оксана Миколаївна       | 04.11.2010            | вища    | член Партії регіонів                          | Громівський ясла-садок, завідувач                                         |
| 14                                                      | Позднякова Ірина Миколаївна    | 04.11.2010            | середня | член Партії регіонів                          | Громівське відділення зв'язку, листоноша                                  |
| 15                                                      | Дутова Неоніла Григорівна      | 04.11.2010            | вища    | член Партії регіонів                          | Громівське комунальне підприємство, директор                              |
| 17                                                      | Козловець Віктор Володимирович | 04.11.2010            | вища    | член Партії регіонів                          | Громівська сільська рада, начальник опорного руху                         |
| 19                                                      | Декаленко Георгій Миколайович  | 04.11.2010            | вища    | позапартійний                                 | Громівський сіськогосподарський кооператив імені Леніна, завідувач млином |
| Політична партія Всеукраїнське об'єднання «Батьківщина» |                                |                       |         |                                               |                                                                           |
| 18                                                      | Татарчук Володимир Ілліч       | 31.10.2010            | вища    | член Всеукраїнського об'єднання «Батьківщина» | Фермерське господарство, голова                                           |
| Самовисування                                           |                                |                       |         |                                               |                                                                           |
| 20                                                      | Дубовик Ганна Василівна        | 04.11.2010            | вища    | позапартійна                                  | пенсіонер                                                                 |